# Kvarntjärnen (Sorsele socken, Lappland, 727102-160475)
Kvarntjärnen är en sjö i Sorsele kommun i Lappland och ingår i Umeälvens huvudavrinningsområde.